# Phasicnecus hilaris
Phasicnecus hilaris är en fjärilsart som beskrevs av Felder 1874. Phasicnecus hilaris ingår i släktet Phasicnecus och familjen Eupterotidae. Inga underarter finns listade i Catalogue of Life.